# 沙生岩菀
沙生岩菀（学名：Krylovia eremophila）为菊科岩菀属下的一个种。